# تشي كونغ

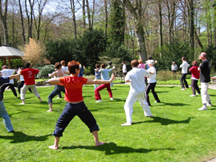
تشي كونغ في (ألمانيا).

تشي كونغ أو (تشي غونغ، تشي جونغ وتعني حرفيا: «ثقافة طاقة الحياة») (بالصينية التقليدية:氣功) (بالصينية المبسطة: 气功) (بالإنجليزية: Qigong)‏ هي رياضة تقوم على نظام شامل لتنسيق الجسم بالحركة والتنفس والتأمل كوسيلة فعالة للحفاظ على الصحة أوالروحانيات أوالتدريب على فنون القتال. ولكونها رياضة متجدرة في الطب والفلسفة وفنون الدفاع عن النفس الصينية، فإن تشي كونغ تعتبر ممارسة تقليدية تسمح بالنمو والتوازن وتعني ترجمة (تشي) على أنها «الطاقة الداخلية الكامنة».
وفقا للفلسفة الطاوية والبوذية والكونفوشيوسية، تسمح رياضة تشي كونغ بالوصول إلى مجالات أعلى من الوعي، وإيقاظ «الطبيعة الحقيقية» للمرء، والمساعدة على تطوير الإمكانات البشرية.
عادة ما تتضمن ممارسة تشي كونغ تأمل الحركة وتنسيق حركة التدفق البطيء والتنفس الإيقاعي العميق والحالة التأملية الهادئة. تمارس رياضة تشي كونغ حاليا في جميع أنحاء الصين والعالم بهدف الترفيه أوالتمرين أوالاسترخاء أوالطب الوقائي أوالشفاء الذاتي أوالطب البديل أوالتأمل أوالنمو الذاتي أوتدريب فنون الدفاع عن النفس.
وقد أجريت بحوث متعلقة بهذه الرياضة لمجموعة واسعة من الحالات الطبية، بما في ذلك ارتفاع ضغط الدم والألم والسرطان ونوعية الحياة. لكن معظم هذه الأبحاث المتعلقة بالفوائد الصحية للرياضة كانت ذات نوعية رديئة، بحيث أنه من غير الحكمة استخلاص استنتاجات ثابتة في هذه المرحلة.

## إيتيمولوجيا
غالبًا ما يُترجم Qi بتشى بأنه طاقة الحياة، في إشارة إلى الطاقة المنتشرة في الجسم؛ على الرغم من أن التعريف العام هو الطاقة الشاملة، بما في ذلك الحرارة والضوء والطاقة الكهرومغناطيسية، وغالبا ما تتضمن التعاريف التنفس، الهواء، الغاز، أو العلاقة بين المادة والطاقة والروح. تشى هو المبدأ الأساسي في الطب الصيني التقليدي وفنون الدفاع عن النفس. في حين تترجم غونغ أو الكونغ غالباً بالزراعة أو العمل، وتشمل تعاريف مثل الممارسة، المهارة، الإتقان، الجدارة، الإنجاز، الخدمة، النتيجة وغالبًا ما تستخدم لتعني (الكونغ فو) بالمعنى التقليدي. من خلال مجهود كبير. يتم الجمع بين هاتين الكلمتين لوصف أنظمة لزراعة وتوازن طاقة الحياة ولا سيما من أجل الصحة.
على الرغم من أن مصطلح تشي كونغ قد يرجع إلى الفلسفة الأدبية الطاوية خلال أوائل عهد سلالة تانغ الحاكمة (618-907 م)، فإن المصطلح كما هو مستخدم حاليًا تم الترويج له في أواخر الأربعينيات وبداية الخمسينيات للإشارة إلى مجموعة واسعة من الذات الصينية. بالتأكيد على النهج الصحي والعلمي، مع إغفال التشدد في الممارسات الروحية والصوفية والأنساب النخبوية.